# エバラ食品工業
エバラ食品工業株式会社（エバラしょくひんこうぎょう、英語: Ebara Foods industry, Inc.）は、神奈川県横浜市西区に本社を置く日本の食品メーカー。焼肉のたれなど家庭用・業務用調味料の製造・販売を行う独立系の中堅企業である。通称はエバラ食品、エバラ。コーポレート・スローガンは「こころ、はずむ、おいしさ。」。

## 概要
社名は、創業者の森村國夫がかつて事業を営んでいた東京都荏原区（現・品川区）に由来する。また荏原区では、國夫の兄である森村武次郎もソース・ケチャップ製造事業を行っており、武次郎は1947年（昭和22年）9月に荏原食品工業株式会社（現・コンパスグループ・ジャパン）を設立。荏原食品工業は1953年（昭和28年）4月にキンケイ食品工業株式会社へ商号変更し、1956年（昭和31年）12月には株式会社金鶏商会（現・平和食品工業）の創業者が死去したため、武次郎が同社の経営権を継承した。そして弟の國夫が1958年（昭和33年）5月に荏原食品株式会社を設立し、「キンケイ」ブランドのソース・ケチャップの製造販売を開始。創業時は本社・工場を神奈川県横浜市神奈川区松見町に置いた。これらの3社には直接的な資本関係はないが、同じ森村家にルーツを持つ食品製造会社として繋がりを持ってきた。
なお、ポンプや冷凍機などで知られる荏原製作所は、本社・工場所在地が旧荏原区であったという共通点のみで、資本関係・人的関係を含めて関連は一切ない。

### 拠点
- 本社 - 神奈川県横浜市西区みなとみらい四丁目4番5号　横浜アイマークプレイス14階（2014年5月7日に当所へ移転）
- 工場
  - 群馬工場 - 群馬県伊勢崎市
  - 栃木工場 - 栃木県さくら市
  - 津山工場 - 岡山県津山市

過去の拠点
- 横浜工場 - 神奈川県横浜市神奈川区
- 伊勢原工場 - 神奈川県伊勢原市

## 社史・記念誌
- エバラ食品40年史 味な文化を創造する（エバラ食品工業株式会社社史編纂委員会・編）2000年発行、213ページ。
- エバラ食品グループ60年史（エバラ食品株式会社・編）2019年発行、179ページ。

## 沿革
※ 沿革｜エバラ食品（外部サイト）
- 1958年（昭和33年）5月 - 荏原食品株式会社として創業。本社・工場を神奈川県横浜市神奈川区松見町に置く。「キンケイ」ブランドのソース、ケチャップを製造開始。
- 1965年（昭和40年）11月 - 「インスタントラーメンのスープ」発売。
- 1968年（昭和43年）
  - 1月 - 「札幌ラーメンの素」（みそスープ）発売。
  - 3月 - 焼肉のたれ「朝鮮風」を発売。
  - 4月 - 商品ブランドを「キンケイ」から「エバラ」へ変更。
  - 7月 - エバラ食品工業株式会社へ商号変更。
- 1969年（昭和44年） - 「すき焼のたれ」発売。※ 「すき焼きのたれ」誕生秘話（外部サイト）
- 1970年（昭和45年） - テレビCMを開始。焼肉のたれのCMキャラクターに落語家の月の家圓鏡（後の八代目橘家圓蔵）を起用、約15年間出演し、会社の知名度アップに貢献する[8]。
- 1972年（昭和47年）7月 - 神奈川県伊勢原市に伊勢原工場を新設。
- 1975年（昭和50年）2月 - 本社を神奈川県横浜市神奈川区沢渡へ移転。
- 1978年（昭和53年）6月 - 「黄金の味」発売、テレビCMを全国一斉放映。※ 「黄金の味」誕生秘話（外部サイト）
- 1980年（昭和55年）
  - 3月 - 横浜工場を閉鎖し、研究所として開設。
  - 7月 - 群馬工場（群馬県伊勢崎市）稼働。
- 1981年（昭和56年）10月 - 株式会社日本冷食（冷凍食品の製造販売）の株式を取得し、子会社化。
- 1984年（昭和59年）
  - 4月 - 伊勢原工場を閉鎖し、栃木工場（栃木県さくら市）を新設。
  - 11月18日 - 広告代理業子会社として、株式会社横浜エージェンシー（現・横浜エージェンシー&コミュニケーションズ（外部サイト））を設立。
- 1986年（昭和61年）5月 - 本社を神奈川県横浜市西区北幸へ移転。
- 1988年（昭和63年）
  - 3月 - 米国現地法人 US EBARA FOODS INC.を設立。
  - 4月 - 株式会社エバラコーポレーションを設立、外食事業へ進出。
- 1990年（平成2年）5月22日 - 物流子会社として、株式会社エバラ物流を設立[9]。
- 1994年（平成6年）4月 - 津山工場（岡山県津山市）稼働。
- 1996年（平成8年）3月 - US EBARA FOODS INC.を清算。
- 1999年（平成11年）12月 - 株式会社エバラコーポレーションを解散し、外食事業から撤退。
- 2000年（平成12年）3月 - 株式会社エバレイ（冷凍食品の販売）を設立。
- 2003年（平成15年）
  - 4月 - 株式会社エバレイを吸収合併。中央研究所（神奈川県足柄上郡）を開設。
  - 11月13日 - 日本証券業協会に株式を店頭登録[10]。
- 2004年（平成16年）
  - 9月30日 - 子会社の横浜エージェンシーが、人材派遣業の株式会社サンリバティー横浜の全株式を取得。
  - 12月 - 日本証券業協会への店頭登録を取消し、ジャスダック証券取引所に株式を上場。
- 2005年（平成17年） - 荏原食品（上海）有限公司を設立。
- 2006年（平成18年）3月27日 - 全額出資子会社の株式会社日本冷食（北海道津別町）を、同業のサンマルコ食品株式会社（札幌市）に売却[11]。
- 2010年（平成22年） - ジャスダック証券取引所と大阪証券取引所の合併に伴い、大阪証券取引所JASDAQ（スタンダード）に上場。
- 2011年（平成23年）
  - 5月19日 - CI導入で「エバラ」の新ロゴマーク（従来のロゴに、唇をイメージしたデザイン）と新スローガン「こころ、はずむ、おいしさ。」を発表。同年7月から順次導入していく[12]。
    - 社章・社旗及び業務用製品に関しては旧ロゴマークを引き続き使用していたが、2014年頃から業務用は「Evara」のロゴマーク（前述の新ロゴマークをカタカナ表記から英字表記に置き換えたもの）を使用している。

  - 6月20日 - 韓国のCJ第一製糖（CJ Cheiljedang）との折半出資による合弁会社、エバラCJフレッシュフーズを設立[13]。
  - 9月12日 - テレビ番組の提供クレジットが「エバラ食品」からブランドロゴの「エバラ」に変更（筆頭スポンサー番組の提供読みの呼称も引き続き「エバラ食品」）。
- 2012年（平成24年）11月 - 荏原食品香港有限公司を設立。
- 2013年（平成25年）
  - 8月23日 - 「プチッと鍋」発売。
  - 11月28日 - 東京証券取引所第二部に市場変更[14]。
- 2014年（平成26年）
  - 4月1日 - 子会社の横浜エージェンシーがサンリバティー横浜を吸収合併[15]。
  - 5月1日 - 横浜エージェンシーが株式会社横浜エージェンシー&コミュニケーションズへ商号変更[16]。
  - 5月7日 - 本社を横浜市西区みなとみらい四丁目の横浜アイマークプレイスへ移転。
  - 12月17日 - 東京証券取引所第一部に指定替え[17]。
- 2015年（平成27年）3月 - 荏原食品香港有限公司にシンガポール支店を設立。
- 2017年（平成29年）1月 - 台灣荏原食品股份有限公司を設立。
- 2018年（平成30年）8月 - EBARA SINGAPORE PTE. LTD.を設立。
- 2021年（令和3年）
  - 6月 - EBARA FOODS (THAILAND) CO., LTD.を設立。
  - 10月31日 - エバラCJフレッシュフーズの全株式を譲渡、合弁解消[18]。
- 2022年（令和4年）
  - 1月 - 株式会社スギショーテクニカルフーズの株式を取得。
  - 4月 - 東京証券取引所の市場第一部からスタンダード市場に移行。株式会社エバラビジネス・マネジメントを設立。
  - 5月 - EBARA FOODS MALAYSIA SDN. BHD. を設立。ヤマキン株式会社の株式を取得。
- 2023年（令和5年）10月 - 丸二株式会社の株式を取得[19]。

## 主な商品
- 焼肉のたれシリーズ
- 黄金の味シリーズ
  - 同社の主力商品。ネーミングは1978年（昭和53年）のNHK大河ドラマ『黄金の日日』から採った[20]。焼肉のたれ部門では日本食研の「焙煎にんにく」と並んでシェア争いを繰り広げている。年間出荷は約4000万本で、2017年に初の大幅リニューアルを実施した[21]。
- 焼肉応援団シリーズ
- おろしのたれシリーズ
- 浅漬けの素シリーズ
- 担々ごま鍋の素
- キムチ鍋の素
- プチッと鍋 - ポーション容器入り個包装の濃縮鍋スープ
- すき焼のたれ
- どんぶりのたれシリーズ
- 横濱舶来亭シリーズ - カレー・シチュー・ハヤシ等のフレーク状ルウ

業務用製品としては、日本マクドナルドで販売される「てりやきマックバーガー」のテリヤキソースなども製造販売する（一般販売はされていない）。

## スポンサー活動
製作は横浜エージェンシー&コミュニケーションズ。全国の民放テレビ局でスポットCMが放送されている。なお、提供番組は下記の通り。

### 現在
テレビ
- 金曜ロードショー（日本テレビ）
- DayDay.（月 - 金曜9時台後半、日本テレビのみ）
- news every.（月曜18時台中盤、水曜18時台後半、同上）
- ZIP!（金曜7時台後半、同上）
- ズームイン!!サタデー（7時台後半、同上）
- 土ドラ9（日本テレビ）
- ゴゴスマ -GO GO!Smile!-（CBCテレビ製作、月曜14時台〈TBSテレビのみ〉）

ラジオ
- エバラ Camp Station おいしいノアソビ（2021年4月4日 - 、TOKYO FM）

その他
- MAZDA Zoom-Zoom スタジアム広島 - ライトスタンド後方にあるバーベキューテラス「びっくりテラス」のスポンサー。

### 過去
テレビ
- スーパーモーニング（テレビ朝日）

※「エバラでいっただきま〜す」と題したCMも放送されていた。また「焼肉のたれ」のCMジングルはたかしまあきひこ作曲である。
- 東海テレビ制作昼の帯ドラマ（東海テレビ・隔日）
- 午後は○○おもいッきりテレビ（日本テレビ）
- 魔女たちの22時（日本テレビ系）
- いきなり!黄金伝説（テレビ朝日）
- 木曜ドラマ（テレビ朝日）
- ステーションEYE（テレビ朝日・1990年代の一時期)
- 水曜ドラマ（日本テレビ）

その他
- 横浜スタジアム - かつての外野広告。

### 出演者
現在の出演者
男性
- 瀬戸康史（浅漬けの素、なべしゃぶ、プチっと鍋、プチっとうどん、すき焼きのたれ）
- 濱田岳（黄金の味、焼肉ザクだれ）

女性
- 桜田ひより（黄金の味、焼肉ザクだれ）

過去の出演者
- 女性
  - 芹洋子（焼肉のたれ）
  - 田中好子（さわやか）
  - ハイヒール（焼肉のたれ）
  - 浅茅陽子（焼肉のたれ、ムニエル、ステーキソース、おろし焼肉のたれ）[注 1]
  - 秋野暢子（焼肉のたれ、焼肉のたれ味千両）
  - 磯野貴理子、森尾由美、松居直美（新焼肉のたれ） - 当時3人が共演していたテレビ番組とのタイアップ[注 2]
  - 松居直美（炒め上手）
  - 佐藤栞里（プチっと鍋）
  - 原史奈（回鍋肉のたれ、青椒肉絲のたれ）
  - 赤沼夢羅（生姜焼のたれ、タンドリーチキンのたれ）
  - 乙葉（蒸し鍋のたれ）
  - 梅宮アンナ（蒟蒻と海藻サラダ）
  - 金城茉奈（小鍋でおかず）
  - あべ静江（キムチ鍋の素、本格キムチ）
  - 島崎和歌子（焼肉のたれ、焼肉のたれ・黄金の味、みそチゲの素、茹でたお肉と野菜のサラダ）
  - 池津祥子（焼肉のたれ・黄金の味）
  - MAX（ごま搾り 〜香りのドレッシング〜 ）
  - 神戸みゆき（豆乳キムチ鍋の素） - 要、ボビーと共演
  - 国分佐智子（コラーゲン鍋の素）
  - 吹田早哉佳（おいしいキムチ）
  - 坂田梨香子（キムチ鍋の素）
  - 野坂真理（スタミナ炒めのたれ） - 青森地区限定
  - 観月ありさ（焼肉のたれ・黄金の味、プチッと鍋）
  - イモトアヤコ（浅漬けの素）
- 男性
  - 橘家圓蔵（焼肉のたれ、焼肉スープ） - 月の家圓鏡時代から出演
  - 吉頂寺晃（焼肉のたれ・黄金の味）
  - 江守徹（焼肉のたれ・黄金の味）
  - 石倉三郎
  - 梅宮辰夫（おろしのたれ、本格キムチ、蒟蒻と海藻サラダ）
  - 峰竜太（焼肉のたれ・黄金の味、すき焼きのたれ、粒ごまのたれ）
  - 高田純次（焼肉のたれ・黄金の味）
  - 亀山助清（焼肉のたれ）
  - 神田川俊郎（浅漬けの素）
  - 松浪健四郎（浅漬けの素、焼肉のたれ・黄金の味）
  - DJ POCKY（浅漬けの素） - 鹿児島・宮崎地区限定のCM
  - 間寛平（焼肉のたれ、おろしのたれ、つぶしゃぶ）
  - バッファロー吾郎 - 間寛平とともに焼肉のたれ戦隊ものとして1999年出演
  - 小堺一機（焼肉塩だれ）
  - 香田晋（唐あげの素）
  - 柳葉敏郎（焼肉のたれ・黄金の味）
  - 田中要次（すき焼きのたれ）
  - 田山涼成（すき焼きのたれ）
  - 照英
  - 要潤（豆乳キムチ鍋の素、坦々ごま鍋の素、牛丼の素、豚丼の素）
  - ボビー・オロゴン（豆乳キムチ鍋の素） - 要、神戸と共演
  - チョ・インソン（きれいサラダ）
  - Coming Century（森田剛、三宅健、岡田准一）（焼肉のたれ・黄金の味）
  - 川平慈英（浅漬けの素、生姜焼のたれ、みそ生姜焼のたれ）
  - けんずろう（スタミナ炒めのたれ） - 青森地区限定
  - 川越達也（蒸し鍋のたれ）
  - つるの剛士（浅漬けの素、すき焼きのたれ、お野菜シェイク）
  - 相葉雅紀（焼肉のたれ・黄金の味、すき焼きのたれ） - 2020年には相葉に加え、相葉のメンバーである嵐（松本潤、二宮和也、大野智、櫻井翔）が企業CMに出演[24]。
  - 花江夏樹（浅漬けの素） - 30周年記念動画に出演[25]。歌とナレーションを担当[25]。

など